# Tuigpaard
Das Tuigpaard, auch Holländisches Wagenpferd oder kurz Tuiger genannt, ist eine niederländische Warmblut-Pferderasse. Sie hat dieselben Wurzeln wie der Gelderländer, wurde aber auf ein Trab mit sehr hoher Knieaktion selektiert. Dieser wird in speziell für diese Rasse ausgeschriebenen Showfahrpferde-Prüfungen präsentiert; für konventionelle Fahrpferdeprüfungen sind Tuiger im Regelfall aufgrund der meist unbefriedigenden oder gar mangelhaften Qualität der Gangarten Schritt und Galopp nicht geeignet.
Beim Holländischen Wagenpferd handelt es sich um eine Zuchtrichtung des KWPN. Bei der Rasse treten Inzuchtprobleme auf, die durch lediglich zwei Stammväter, sehr strenge Selektion der Vererber und die nur geringe Verbreitung des Showfahrpferde-Sports bedingt sind. Die Populationsgröße beträgt circa 16.000 Exemplare.
Hintergrundinformationen zur Pferdebewertung und -zucht finden sich unter: Exterieur, Interieur und Pferdezucht.

## Exterieur

### Allgemein
Das Tuigpaard ist ein mittelschwerer Warmblüter durchschnittlicher Größe.

### Körperbau
Der große, lange und teils klobige Kopf zeigt neben einem ramsnasigen Profil kleine Augen und lange Ohren. Der ausgesprochen hoch angesetzte Hals, welcher durch eine stark ausgeprägte Muskulatur an der unteren Halsseite zum Hirschhals tendiert, entspringt in einer steil gelagerten Schulter, die jedoch eine gute Länge besitzt. Der nur kurze und wenig ausgeprägte Widerrist geht in einen langen und wohlbemuskelten, aber nicht selten seichten Rücken mit nahezu horizontaler Kruppe und hohem Schweifansatz über. Die Fundamentsstellung ist teilweise inkorrekt, insbesondere die geschnürten Vordergliedmaßen sind von der Seite gesehen unterständig, von vorne meist zehenweit oder zeheneng gestellt. Die Fesselung ist kurz und steil, der Kötenbehang zumeist gänzlich fehlend (zu bemerken ist, dass die Gliedmaßen des Pferdes vor dem Präsentieren geschoren werden) die großen Hufe werden absichtlich lang gelassen, damit die hohe Trabaktion gefördert wird, obgleich dies das natürliche Abrollen des Hufes nicht zulässt.

### Stockmaß
Die Widerristhöhe einer Holländischen Wagenpferde-Stute beträgt über 158 cm, Hengste messen mehr als 160 cm Stockmaß.
Farbgebung

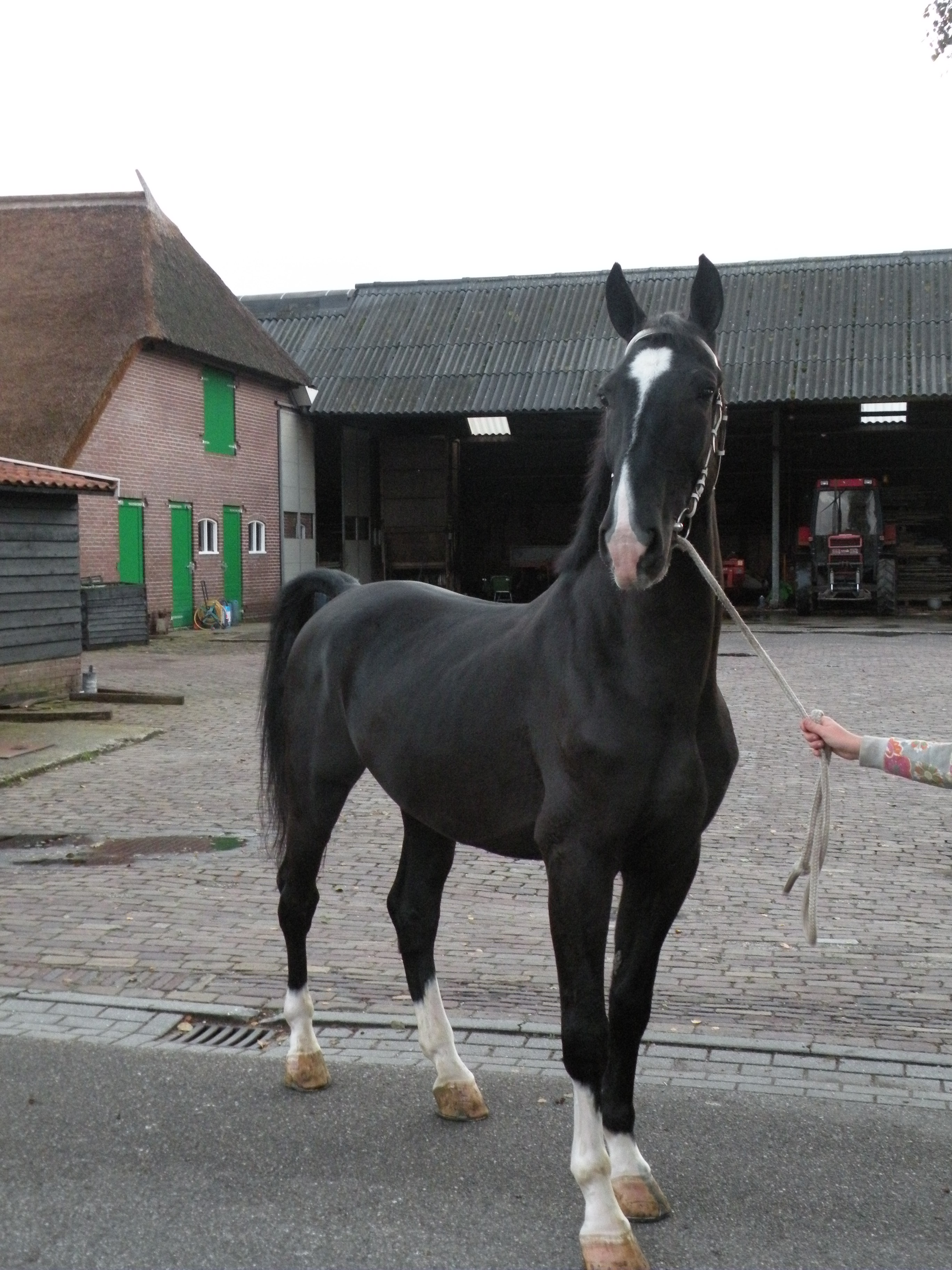
Tuiger in der begehrten Rappfarbe

Das Tuigpaard kommt in allen Grundfarben vor, vorwiegend sind Füchse vertreten. Rappen, die vier hochgestiefelte Beine und eine Blesse besitzen, treten eher selten auf, sind aber begehrt und gesucht, da die hochweißen Beine die Trabbewegungen unterstreichen und den durch kleine Augen und eine gewisse Ramsnasigkeit (ein Erbteil Oregons) herb bis gemein wirkenden Ausdruck mildern. Schimmel sind nur selten anzutreffen, Braune aber sind unerwünscht und werden als unpopulär angesehen.

## Bewegungslauf

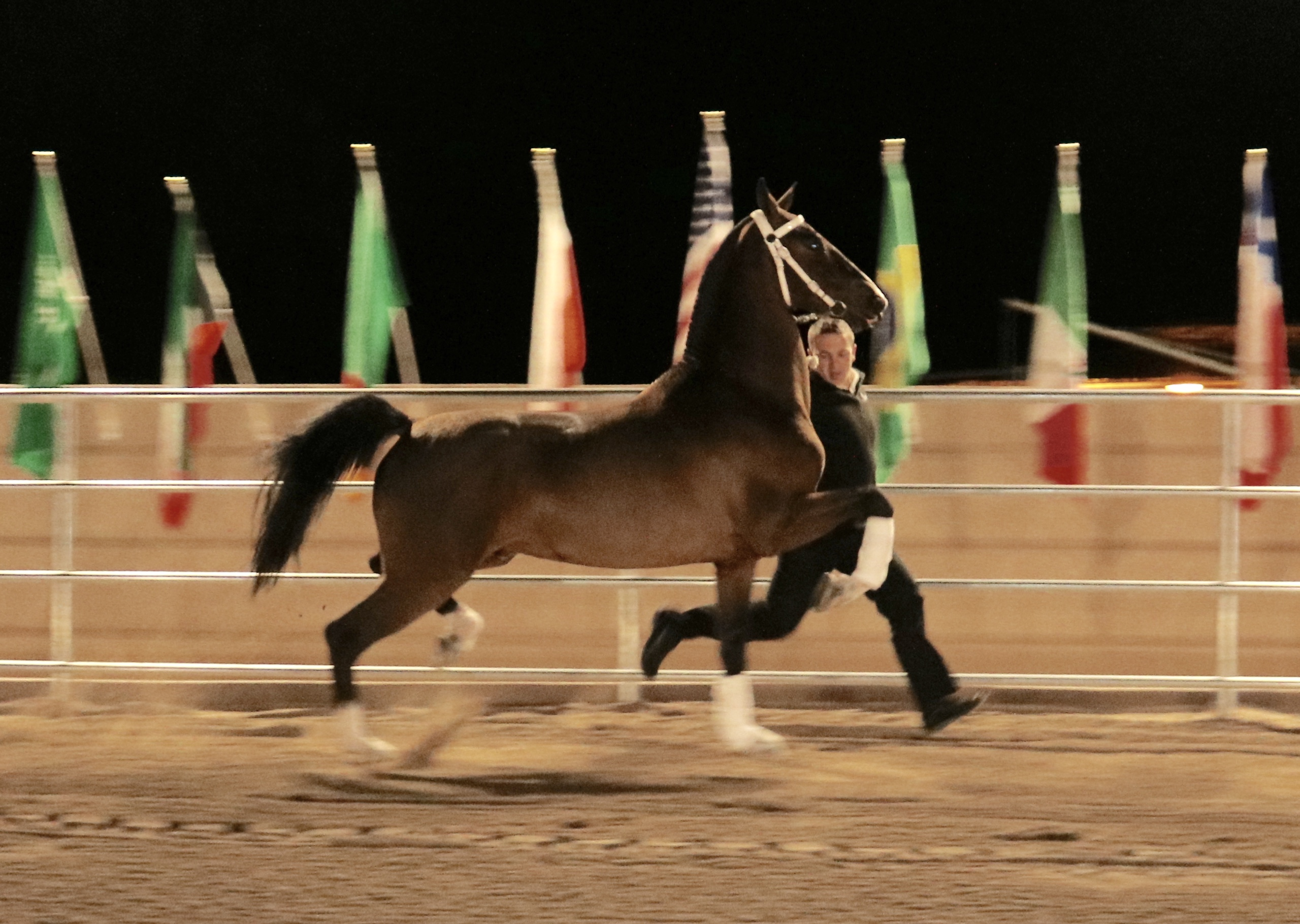
Dieser Holländische Wagenpferde-Hengst demonstriert die rassetypisch hohe Knieaktion im Trab

Der Schritt des Tuigers ist kurz, sprich wenig raumgreifend, und nicht immer ganz taktrein, obgleich dies im Zuchtziel gewünscht ist. Die Trabaktion ist maximal hoch und steppend, aber oftmals bügelnd. Dem Galopp mangelt es an Elastizität und Ergiebigkeit; er wird auch in Zuchtprüfungen unbewertet gelassen. Das Springvermögen ist überdurchschnittlich entwickelt.

## Interieur
Das Tuigpaard besitzt trotz eines lebhaften, energischen Temperaments einen gutartigen, frommen Charakter.

## Zuchtziel

### Exterieur
Das Tuigpaard soll ein proportional gebautes, langbeiniges Rechteckpferd mit langgestrecktem, aufrechten Körperbau sein. Es soll ein leichtes Genick und einen langen, wohlgewölbten und -bemuskelten Hals besitzen. Rücken und Kruppe sollen von stark gebauter und kräftig bemuskelter Konstitution sein. Das Fundament soll sich korrekt gestellt und mit genügender Knochenstärke zeigen.

### Bewegungslauf
Der Tuiger soll einen Schritt in reinem Viertakt und einen aktiv, ausbalanciert, federnd und leichtfüßig gewünschten Trab mit Geschmeidigkeit und Kraft besitzen. Im Trab soll er sein Hinterbein aktiv einsetzen, Hankenbeugung zeigen, und mit der Hinterhand weit unter den Schwerpunkt treten (sich versammeln), damit er die Vorhand aufrichtet.

### Interieur
Das Tuigpaard soll einen intelligenten, leistungswillige und unkompliziert Charakter besitzen und dabei Kooperation, Fleiß und Ehrlichkeit zeigen. Es ist gewünscht, dass das Holländische Wagenpferd schnell auf Hilfsmittel reagiert – damit mag wohl gemeint sein, dass diese schnell Erfolg zeigen, aber zu den Reaktionen des Pferdes kann auf die teils tierschutzrelevanten Trainingsmethoden sollte man auch eine gewisse Gegenwehr zählen, die der Tuiger aber nicht zeigt – in der Enzyklopädie der Pferderassen wird von „Nichtreaktionen“ geschrieben.

### Ähnlichkeiten zum KWPN-Dressurpferd
Interessant ist, dass sich der Rassestandard des KWPN-Dressurpferdes kaum von dem des Tuigers unterscheidet; lediglich bei der Mechanik gibt es einen Unterschied: Das Tuigpaard wird im Galopp nicht bewertet, dafür wird der Trab in der Begutachtung stärker gewichtet.

## Verwendung

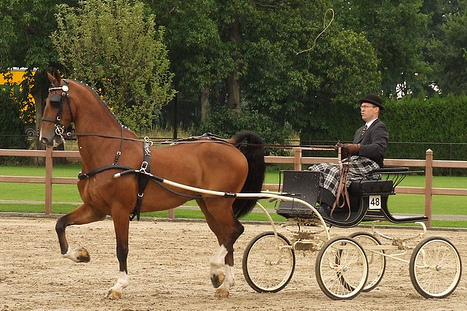
Tuigpaard vor der Kutsche. Für konventionelle Fahrpferdeprüfungen sind Tuiger normalerweise aber aufgrund der mangelhaften Qualität der Gangarten Schritt und Galopp nicht geeignet.

Der Tuiger wird in extra für diese Rasse veranstalteten Showfahrpferde-Prüfungen präsentiert, bei denen der spektakuläre Trab vorgeführt wird; für normale Fahrpferde-Wettbewerbe sind Tuigpaards laut der Enzyklopädie der Pferderassen im Normalfall aufgrund der meist unbefriedigenden oder gar mangelhaften Qualität der Gangarten Schritt und Galopp nicht geeignet. Der Zuchtverband hingegen schreibt: „Sie sind sehr erfolgreich in (inter)nationalen Fahrwettbewerben und sind in allen Kategorien, wie Ein- und Mehrspännerfahren sowie in kombinierten Fahrwettbewerben zu sehen.“ Auch der Verein „Wir sind Fahrer“, die Interessensvertretung deutscher Gespannfahrer im Deutschen Reiter- und Fahrerverband (kurz: DRFV) berichtet, dass holländische Pferde, vorwiegend Tuiger, zunehmend stärker im internationalen Fahrsport vertreten sind und in diesem eine gewisse Dominanz zeigen.
Stuten mit weniger stark entwickelten Trabanlagen können verpaart mit Vollblut-Hengsten begabte Springpferde hervorbringen.

### Hilfsmittel

#### Aufsatzzügel
Gegen eine mangelnde Aufrichtung und Versammlung aber auch eine zu hohe Vorderlastigkeit wird der Aufsatzzügel in einem Online-Modul des KWPN-Zuchtverbandes empfohlen.

#### Schweifstütze
Um die Schweifhaltung des Pferdes zu erhöhen, wird eine sogenannten Schweifstütze, die maximal 20 Zentimeter Länge besitzen darf verwendet.

#### Ohrstöpsel
Durch Ohrstöpsel wird die Bewegung der Pferdeohren so eingeschränkt, dass diese nicht vollständig nach hinten gedreht werden können. Dies führt zu einem angeblich „attraktiveren“ Eindruck. Die Ohrstöpsel dürfen maximal einen Durchmesser von 3,5 Zentimeter besitzen, und in innen mit Schaumstoff gepolstert und mit Stoff überzogen sein. Die Verbindung beider Ohrstöpsel soll aus flexiblem Drahtseil, dessen Enden mit Stoff überzogen sein sollen, bestehen.

#### Gegenhufeisen
Auf den eigentlichen Hufbeschlag wird, teils unter Verwendung einer Gummisohle als Zwischenschicht, ein Gegeneisen geschraubt. Dies soll zu ruhigeren, höheren und langsameren Bewegungen führen. An anderer Stelle wird darauf hingewiesen, dass durch die Verwendung dieser Gegenhufeisen die natürliche Bewegung beeinträchtigt wird und ein erhöhtes Risiko von Verschleiß und Überlastung besteht.

#### Beschwerte Sehnenschoner
Zum Muskelaufbau werden beschwerte Sehnenschoner (max. 300 g) verwendet.

## Geschichte

### Anfänge
Ursprünglich wurden in den Niederlanden hauptsächlich schwere Pferde für die Landwirtschaft gezüchtet, doch da ein Pferd auch als Statussymbol galt, wurden die sogenannten „Sonntagspferde“ begehrt: luxuriöse, edle Pferde, die sich vor der Kutsche stolz und eindrucksvoll präsentierten. Zwar waren bereits gegen Ende des 19. Jahrhunderts aus England importierte Hackneys und Trotter in den Niederlanden gezüchtet und ausgestellt worden, erst gegen Mitte des 20. Jahrhunderts fing man jedoch an, diesem Zweck entsprechende Pferde heimischer Lokalrassen zu selektieren und zu verbessern. Grundlage dieser Zucht waren Gelderländer, die auf die genannten Merkmale selektiert wurden. Als wichtige Hengste zu Beginn der Tuigpaard-Zucht werden Colonel (* 1915), Domburg (* 1916) und Ebert (* 1917) genannt.

### Auswirkungen der Mechanisierung und des Zweiten Weltkriegs
Durch den Zweiten Weltkrieg wurde der Bestand stark dezimiert, da die Züchter und Bauern ihre Pferde an Besetzungsmächte abgeben mussten. Durch die voranschreitende Motorisierung verkleinerte sich die niederländische Pferdepopulation weiter. Durch Kreuzungen der Arbeitspferde und auch der „Sonntagspferde“ mit Englischen Vollblütern und französischen sowie deutschen Hengsten entstand das Niederländische Warmblut (spring- en dressuur-paarden). Dies hatte aber natürlich auch das Schrumpfen der Tuiger-Rasse zur Folge. Einige Enthusiasten bemühten sich aber, diese Pferderasse zu erhalten und entwickelten deshalb ein Zuchtprogramm, selektierten die vorhandenen Holländischen Wagenpferde und kreuzten zudem einige Hackneys ein, um das Tuigpaard edler und widerstandsfähiger zu machen.

### Oregon
Der 1950 geborene Hengst Oregon war bekannt für seinen kraftvollen Trab, seine hohe Knieaktion und seine Einstellung. Durch ihn erreichte die Pferderasse ein höheres Niveau sowie mehr Bekanntheit und Anhänger. Oregon lieferte der Zucht dreizehn gekörte Söhne, den meisten Einfluss hatte Hoogheit (zu deutsch: Hoheit), dessen Mutter im Übrigen eine Oregon-Tochter war, mit achtzehn gekörten Söhnen. Die Kehrseite von Oregons Popularität war eine starke Inzucht, die unvermeidlich zu einer Verkleinerung des Genpools führte.

### Cambridge Coleund sein SohnRenovo
Der 1971 geborene Hackney-Hengst Cambridge Cole ist der zweite Stammvater der Tuiger. Er brachte der niederländischen Zucht acht gekörte Hengste, am einflussreichsten war Renovo (zu deutsch: Erneuerer, Innovator, * 1975), wohl auch, weil er als einziger Sohn des Hackney aus einer nicht mit Oregon verwandten Stute stammte (vom Gelderländer Humanist). Renovo steuerte der Rasse Raffinesse, Schärfe und Ausdruck, sowie ein edleres Aussehen zu. Er brachte 17 anerkannte Hengste hervor, dessen einflussreichster Fabricus (* 1987) war. Fabricus’ Sohn Manno (* 1994) erhielt das „Preferent“-Prädikat, welches das höchste Hengstprädikat der Tuigpaardzucht ist, und unter anderem an Cambridge Cole, Renovo und Oregon verliehen wurde (bezüglich Oregon ist anzumerken, dass er dieses Prädikat erst ein Jahr nach seinem Ableben erhielt).

### Einsatz von American-Saddlebred-Horses in der Zucht
Auch nach Oregon und Cambrige Cole war die Inzucht weiterhin problematisch, weshalb zu Beginn der 1990er-Jahre die American Saddlebred-Hengste Holland's Golden Boy und Immigrant in der Zucht eingesetzt wurden. Allerdings konnten sie (noch) keine prägenden Spuren hinterlassen.

## Zucht

### Bestand
Laut des Domestic Animal Diversity Information System (DAD-IS) gibt rund 16.000 Exemplare; davon stehen circa 8.800 Stuten, aber nur 15 Hengste im Zuchteinsatz. Das heißt, auf einen Hengst kommen 589 Stuten. Zum Vergleich: Beim KWPN sind es fast 170, beim Gelderländer lediglich 17. Durch diese Zahlen werden die Probleme der Inzucht deutlich. Diese ist durch gerade einmal zwei Stammväter (Oregon und Cambridge Cole), ein sehr striktes Selektionssystem (die nordamerikanische KWPN-Zuchtverband spricht von einem der „strengsten und selektierten der Welt“) und auch die geringe Verbreitung der Rasse (siehe Abschnitt „Verbreitung“) bedingt.

### Verbreitung
Das Ursprungsgebiet, die Niederlande, ist auch noch heute Hauptzuchtgebiet, mit besonderem Schwerpunkt im äußeren Norden und Süden, besser in Gelderland, Utrecht und Overijssel. Auch in den USA finden sich einige Zuchten. In anderen Ländern ist das Tuigpaard kaum verbreitet. Zwar schreibt der Zuchtverband, dass es ein „weltweiter Hit“ geworden sei, die geringe Verbreitung außerhalb der genannten Gebiete spiegelt dies aber nicht wider.